# Helga de Alvear
Helga de Alvear (Kirn, Alemanya, 1936 - Madrid, 2 febrer de 2025) va ser una galerista i col·leccionista d'art alemanya resident a Espanya, país on va iniciar i ha desenvolupat la seva activitat professional internacional. Va ser la creadora de la Galeria Helga de Alvear i del Museu d'Art Contemporani Helga d'Alvear, amb seu a Cáceres.

## Biografia
Va néixer el 1936 a la ciutat de Kirn (Renània-Palatinat) a Alemanya. Va estudiar entre el col·legi Salem, situat en el llac de Constança, Lausana, Ginebra i Londres, on posteriorment va ampliar els estudis durant un any. El 1957, amb 21 anys, va viatjar a Espanya amb la finalitat d'aprendre espanyol i estudia Cultura Hispànica a la Universitat Complutense de Madrid. Aquí és on va conèixer l'arquitecte Jaime d'Alvear, amb qui es va casar. Després de fixar la seva residència a Madrid, el matrimoni va tenir tres filles: María, Ana i Patricia. Mor a Madrid el 2 de febrer de 2025 als 88 anys.

## Trajectòria professional
Després de conèixer la galerista Juana Mordó e 1967, Helga de Alvear va entrar en contacte amb els artistes del grup de Conca i d'El Paso, la qual cosa li fa adquirir cada vegada més interès pel panorama artístic espanyol i començar la seva col·lecció d'art. Al gener de 1980 va entrar a formar part de la plantilla de la galeria Juana Mordó, on adquireix coneixements, tant de gestió com del món artístic internacional. A això contribueix la participació en fires com Art Basel, Fiac a París o la Fira de Colònia, o la col·laboració per a la creació de la fira d'ARCO el 1982. Va ser una de les creadores de la Fundació Museu Reina Sofia de Madrid.

### La Fundació Helga de Alvear i el Centre d'Arts Visuals
Després d'anys treballant a la galeria Juana Mordó, el 1995 va crear la seva pròpia galeria d'art a Madrid.
La Fundació Helga de Alvear, amb seu a Càceres, és una entitat cultural sense ànim de lucre, de gestió autònoma i independent, creada el 29 de novembre de 2006. La seva constitució respon al desig d'Helga de Alvear de compartir la seva col·lecció amb la societat i a l'interès de diverses institucions públiques extremenyes de dotar a ciutat de Càceres amb un centre per a la recerca, difusió i educació en el camp de la creació visual contemporània.
La Fundació Helga de Alvear pretén també contribuir a augmentar la sensibilització per l'art en el major nombre de persones; per això, realitza molts préstecs d'obres en diferents institucions del món sencer. A més, diferents seleccions de la col·lecció han estat objecte d'exposicions.

### Museu d'Art Contemporani Helga de Alvear
El Centre d'Arts Visuals gestionat per la Fundació Helga de Alvear ocupava un edifici modernista acabat el 1910 i remodelat el 2005 per l'estudi d'arquitectes espanyols Tuñón i Mansilla per a albergar tant la seu de la Fundació Helga de Alvear com la seva col·lecció d'art.

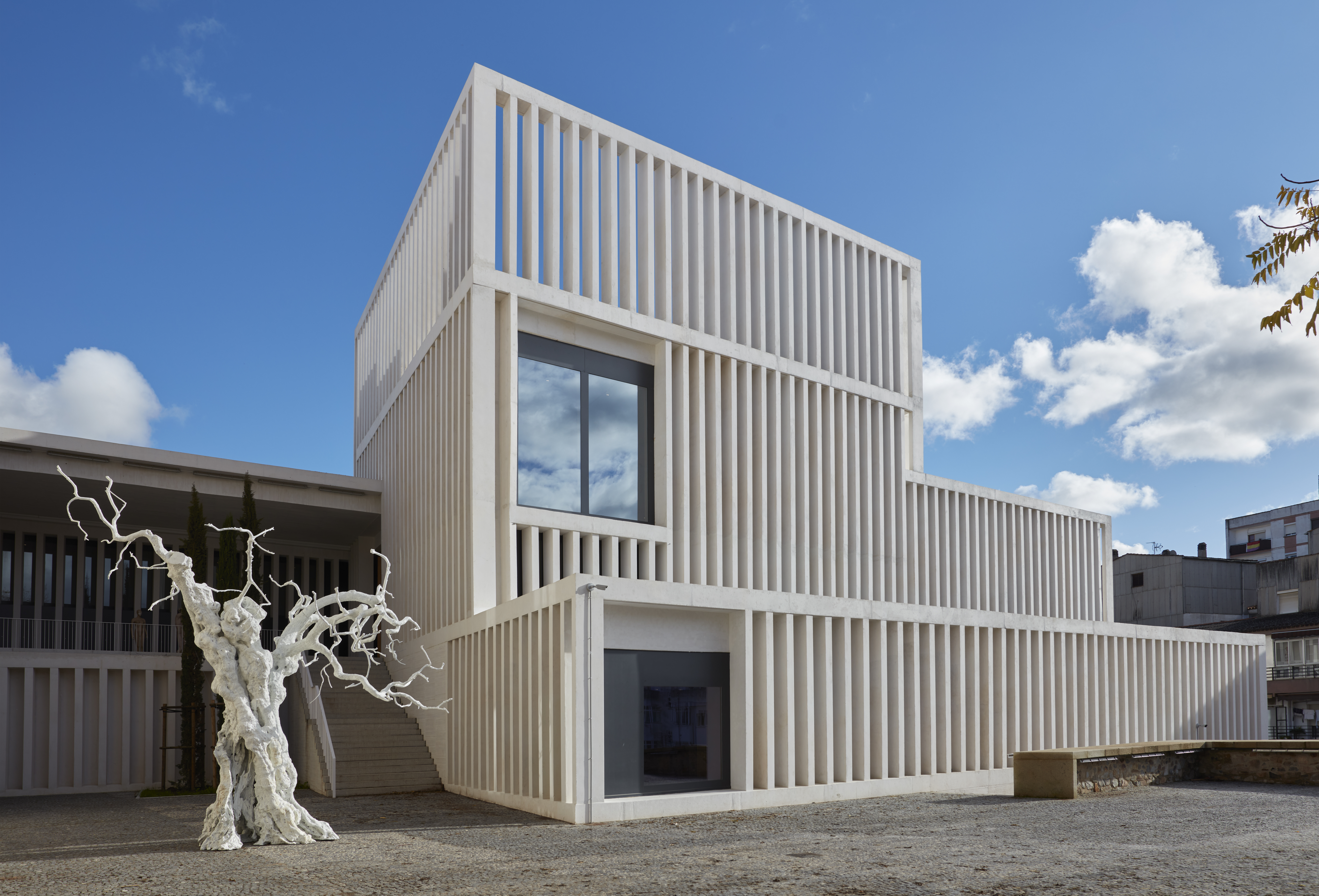
Museu d'Art Contemporani Helga de Alvear

No obstant això, la magnitud de la col·lecció i les creixents necessitats expositives i educatives de la Fundació van obligar a la construcció d'un altre edifici, en aquest cas de nova planta, dissenyat per l'arquitecte Emilio Tuñón, que va ser sufragat a parts iguals pel Govern d'Extremadura i la pròpia Helga d'Alvear, que va cedir un habitatge adjunt per a l'ampliació i va pagar a l'estudi Mansilla + Tuñón Arquitectes el projecte arquitectònic de la nova obra. També la Universitat d'Extremadura va donar un terreny per a fer possible l'ampliació. Al febrer de 2021 es va inaugurar el nou Museu d'Art Contemporani Helga d'Alvear, organitzant exposicions monogràfiques amb fons de la Col·lecció Helga de Alvear.
A més de la seva activitat professional, Helga de Alvear ha desenvolupat durant dècades la seva passió: el col·leccionisme d'art, creat, fonamentalment, a partir de la segona meitat del segle xx; com ella mateixa va afirmar en una entrevista, «la meva col·lecció ha d'arrencar en les propostes que sorgeixen en els anys 50 i no mirar cap endarrere». La seva col·lecció és considerada per molts especialistes la més important compilació privada —ja amb promesa de titularitat pública— d'obres d'art contemporani a Espanya i una de les principals d'Europa.
La col·lecció, que continua en augment constant, supera en l'actualitat les 3.000 peces de més de 500 artistes d'Espanya i internacionals i hi destaquen pintures i escultures de variats estils i formats, així com vídeos i instal·lacions, amb abundant presència de fotografies i obres en paper. Un patrimoni que reflecteix bé la personalitat de Helga de Alvear, per a qui l'elecció d'un artista «és sempre una aposta arriscada».

### Donacions
A la donació de la seva col·lecció a la Comunitat Autònoma d'Extremadura cal afegir-ne altres quatre: les donacions a la Fundació Museu Reina Sofia a Madrid de l'arxiu de la galeria Juana Mordó, de la sèrie fotogràfica Türken in Deutschland (Turcs a Alemanya) de la germana Càndida Höfer i d'una destacada obra del suís Rémy Zaugg, efectuades, respectivament, el 1997, 2016 i 2017; i la donació de l'anomenat «Llegat Juana Mordó-Helga d'Alvear», propietat d'aquesta última, a la Reial Acadèmia de Belles Arts de San Fernando a Madrid. La cessió total i gratuïta a aquest organisme el 2011, formada per 57 obres d'art contemporani, va ser considerada en el seu moment per Antonio Bonet, director de la institució, «el més gran» llegat d'art actual amb què compta l'Acadèmia.
Va donar un milió d'euros per a donar suport a la recerca contra el COVID-19 que duia a terme el CSIC, Centre Superior de Recerca Científica d'Espanya.

## Premis i reconeixements
- 2007 Medalla d'Extremadura.[24]
- 2008 Medalla d'Or al Mèrit en les Belles arts del Ministeri de Cultura d'Espanya.[25]
- 2011 Medalla de Cáceres.[26]
- 2012 Premi de la Fundació Art i Mecenatge en la categoria Col·leccionista.[27]
- 2020 Medalla Internacional de les Arts de la Comunitat de Madrid 2020.[28]
- 2023 Mural en la façana de l'IES Al-Kázeres, a Càceres, juntament amb Mercedes Guardado Vostell i María de la Mar Lozano Bartolozzi[29]
- 2023 Premi Patrimoni 2023, que concedeix el Grup de Ciutats Patrimoni de la Humanitat.[30]
- 2024 Medalla al Mèrit Cultural del Govern de Portugal.[31]